# Diepgang

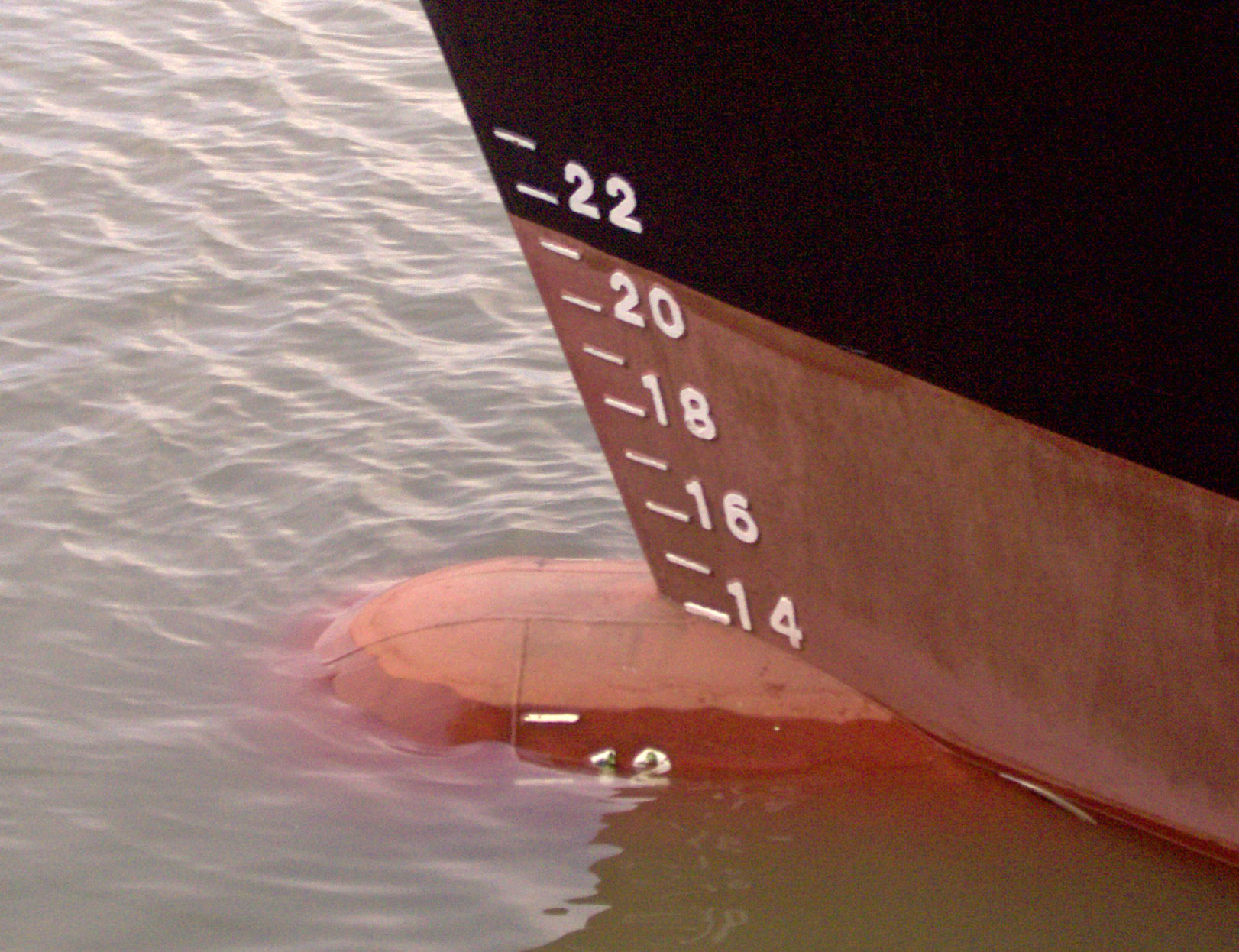
Diepgangsmerk op de boeg van een schip

De diepgang van een vaartuig geeft aan hoe diep het in het water ligt. Het is de verticale afstand tussen de waterlijn en het laagste vaste punt, vaak het vlak of de kiel. De diepgang is een belangrijke factor bij de ruimte onder de kiel en daarmee bij de veilige vaart.

## Functie
De diepgang kan ook gebruikt worden om het gewicht van lading aan boord te bepalen door het totale deplacement van het water te bepalen en dan het principe van Archimedes toe te passen. Een tabel opgesteld door de scheepswerf toont de waterverplaatsing voor iedere diepgang. Als een schip zwaarder beladen wordt, zal het dieper komen te liggen. De diepgang neemt dan toe. 

## Variatie diepgang
Naast de hoeveelheid lading moet de aanwezige brandstof, drinkwater en de dichtheid van het water (zout, zoet of brak) mee in rekening gebracht worden. 
De diepgang kan verder variëren door de volgende zaken:
- overgang van zout naar zoet water of omgekeerd;
- warmteveranderingen in ondiep water;
- trim en slagzij;

Het verschil in dichtheid tussen zoet en zout water is gemiddeld zo'n 2,5% ofwel een dichtheid van 1.000 kg/m3 voor zoet en 1.025 kg/m3 voor zout water. Als een schip een diepgang heeft van 12,5 meter in zoet water, dan zal het in zout water 12,2 meter diep steken.

## Merktekens
Om de diepgang te controleren zijn op de zijkant van een zeeschip diepgangsmerken aangebracht en een plimsollmerk dat de maximale diepgang aangeeft. Er zijn verschillende diepgangen op een schip: 
- diepgang achter, gemeten op de achterste loodlijn;
- diepgang voor, gemeten op de voorste loodlijn;
- gemiddelde diepgang, wordt berekend uit de gemiddeldes van de voorste en achterste diepgang met rekening te houden met de nodige correcties.

Een andere belangrijke maat van een boot of een schip is de doorvaarthoogte.